# Armin Lünterbusch
Armin Lünterbusch (* 6. Oktober 1938 in Essen) ist ein deutscher Jurist.

## Leben
Lünterbusch studierte Rechtswissenschaften und schloss im Juli 1967 mit Promotion an der Universität Köln ab. Er trat in den Justizdienst des Landes Nordrhein-Westfalen ein. Ab 1977 war er Richter am Oberlandesgericht Düsseldorf. Am 25. September 1984 wurde er zum Präsidenten des Landgerichts Kleve ernannt, am 24. September 1990 wechselte er als Präsident an das Landgericht Duisburg. Vom 1. Januar 1997 bis zum Eintritt in den Ruhestand am 31. Oktober 2003 war er Präsident des Oberlandesgerichts Köln. Zugleich war er Vizepräsident des Verfassungsgerichtshofs Nordrhein-Westfalen.

## Ehrungen
- 2003: Großes Verdienstkreuz der Bundesrepublik Deutschland

## Veröffentlichungen
- Die privatrechtlichen Auswirkungen des Gesetzes über das Kreditwesen auf Einlagen- und Kreditgeschäfte. Bankrechtliche Sonderveröffentlichungen d. Instituts f. Bankwirtschaft u. Bankrecht an d. Universität zu Köln, Köln, 1967
- Hrsg. mit Dieter Strauch: 125 Jahre rheinische Amtsgerichte: eine Darstellung der Gerichte im Bezirk des Oberlandesgerichts Köln. Landpresse, Weilerswist, 2003, ISBN 3-935221-24-X